# Torneo Preolímpico femenino FIBA 2024
El Torneo Preolímpico femenino FIBA 2024 incluye los cuatro torneos de baloncesto femenino que disputan 16 equipos nacionales, donde los mejores conjuntos obtendrán una plaza para los Juegos Olímpicos de París 2024. Se lleva a cabo del 8 al 11 de febrero de 2024.

## Formato
Los 16 equipos se dividieron en cuatro grupos (A, B, C y D) para los torneos clasificatorios.

## Ciudades anfitrionas
Las ciudades de Xi'an en China, Amberes en Bélgica, Belém en Brasil y Sopron en Hungría son las anfitrionas de los torneos.

## Equipos
| Competición                                 | Fecha                                    | Lugar              | Plazas | Clasificado    |
| ------------------------------------------- | ---------------------------------------- | ------------------ | ------ | -------------- |
| Copa Mundial de Baloncesto Femenino de 2022 | 22 de septiembre al 1 de octubre de 2022 | Sídney             | 1      | Estados Unidos |
| EuroBasket Femenino 2023                    | 15 al 25 de junio de 2023                | Liubliana Tel Aviv | 6      | Bélgica        |
| EuroBasket Femenino 2023                    | 15 al 25 de junio de 2023                | Liubliana Tel Aviv | 6      | España         |
| EuroBasket Femenino 2023                    | 15 al 25 de junio de 2023                | Liubliana Tel Aviv | 6      | Francia        |
| EuroBasket Femenino 2023                    | 15 al 25 de junio de 2023                | Liubliana Tel Aviv | 6      | Hungría        |
| EuroBasket Femenino 2023                    | 15 al 25 de junio de 2023                | Liubliana Tel Aviv | 6      | Serbia         |
| EuroBasket Femenino 2023                    | 15 al 25 de junio de 2023                | Liubliana Tel Aviv | 6      | Alemania       |
| Copa Asiática FIBA Femenina de 2023         | 26 de junio al 2 de julio de 2023        | Sídney             | 4      | China          |
| Copa Asiática FIBA Femenina de 2023         | 26 de junio al 2 de julio de 2023        | Sídney             | 4      | Japón          |
| Copa Asiática FIBA Femenina de 2023         | 26 de junio al 2 de julio de 2023        | Sídney             | 4      | Australia      |
| Copa Asiática FIBA Femenina de 2023         | 26 de junio al 2 de julio de 2023        | Sídney             | 4      | Nueva Zelanda  |
| FIBA AmeriCup femenina de 2023              | 1 al 9 de julio de 2023                  | León               | 1      | Brasil         |
| AfroBasket Femenino 2023                    | 28 de julio al 6 de agosto de 2023       | Kigali             | 2      | Nigeria        |
| AfroBasket Femenino 2023                    | 28 de julio al 6 de agosto de 2023       | Kigali             | 2      | Senegal        |
| Americas Pre-Qualifying Tournaments         | 9 al 12 de noviembre de 2023             | Medellín           | 2      | Canadá         |
| Americas Pre-Qualifying Tournaments         | 9 al 12 de noviembre de 2023             | Medellín           | 2      | Puerto Rico    |
| Total                                       | Total                                    | Total              | 16     |                |

## Sorteo
El sorteo tuvo lugar en Sopron, Hungría el 5 de octubre de 2023. Habrá cuatro torneos clasificatorios olímpicos mundiales. Cada torneo cuenta con cuatro equipos, tres de los cuales califican para los Juegos Olímpicos. Sin embargo, debido a que la nación anfitriona y el ganador de la Copa Mundial juegan cada uno en los torneos clasificatorios, los torneos en los que juegan otorgan solo dos lugares adicionales.

### Bombos
La última clasificación antes del sorteo sirvió de base para determinar los bombos previo al sorteo (posición entre paréntesis).
| Bombo 1                                               | Bombo 2                                       | Bombo 3                                             | Bombo 4                                                    |
| ----------------------------------------------------- | --------------------------------------------- | --------------------------------------------------- | ---------------------------------------------------------- |
| Estados Unidos (1) China (2) Australia (3) España (4) | Canadá (5) Bélgica (6) Francia (7) Brasil (8) | Japón (9) Serbia (10) Nigeria (11) Puerto Rico (12) | Hungría (19) Senegal (20) Nueva Zelanda (23) Alemania (25) |

Se aplican las siguientes restricciones:
- Los cuatro anfitriones (Bélgica, Brasil, China y Hungría) fueron automáticamente asignados al torneo de la ciudad de su país.
- Francia y Estados Unidos no podían ser alojadas en el mismo torneo.
- Cada torneo debía tener mínimo un equipo europeo y máximo dos equipos europeos.
- China y Japón no podían ser asignadas en el mismo torneo.
- Australia y Nueva Zelanda no podían ser alojadas en el mismo torneo
- Cada torneo debía contener un equipo americano
- Los dos equipos africanos, Nigeria y Senegal, tenían que ser sorteados en el mismo torneo para asegurar todas las regiones representadas correctamente en el torneo olímpico de baloncesto.

## Torneos de clasificación

### Xi'an
| Pos. | Equipo            | PJ | G | P | PF  | PC  | DP   | Pts | Clasificación    |
| ---- | ----------------- | -- | - | - | --- | --- | ---- | --- | ---------------- |
| 1    | Francia           | 3  | 3 | 0 | 264 | 129 | +135 | 6   | Juegos Olímpicos |
| 2    | China (H, Q)      | 3  | 2 | 1 | 249 | 198 | +51  | 5   | Juegos Olímpicos |
| 3    | Puerto Rico (Q)   | 3  | 1 | 2 | 178 | 260 | −82  | 4   | Juegos Olímpicos |
| 4    | Nueva Zelanda (E) | 3  | 0 | 3 | 153 | 257 | −104 | 3   |                  |

 Fuente: FIBA
Notas:
1. ↑  Francia se ha clasificado como la nación anfitriona de los Juegos Olímpicos.

| 8 de febrero de 2024 | Puerto Rico                                      | 40–88                              | Francia                                        | Xi'an |  |
| 16:30                | Parciales: 6-15, 7-22, 9-31, 18-20               | Parciales: 6-15, 7-22, 9-31, 18-20 | Parciales: 6-15, 7-22, 9-31, 18-20             | |  |
|                      | Estadísticas Rosado 7 Hollingshed 10 Guirantes 2 | Reporte Pts Reb Asts               | Estadísticas Johannes 17 Badiane 11 Johannes 6 | Pabellón: Shaanxi Provincial Gymnasium Asistencia: 3 800 espectadores Árbitros: James Alexander Boyer Daigo Urushima Alan dos Santos |  |

| 8 de febrero de 2024 | China                                    | 94–47                                 | Nueva Zelanda                                      | Xi'an |  |
| 19:00                | Parciales: 22-12, 31-10, 24-12, 17-13    | Parciales: 22-12, 31-10, 24-12, 17-13 | Parciales: 22-12, 31-10, 24-12, 17-13              | |  |
|                      | Estadísticas Xu 21 Li Yue. 12 Li Yua. 11 | Reporte Pts Reb Asts                  | Estadísticas McGoldrick 11 Whittaker 6 Whittaker 5 | Pabellón: Shaanxi Provincial Gymnasium Asistencia: 4 700 espectadores Árbitros: Ariadna Chueca Péter Praksch Cecília Tóth |  |

| 10 de febrero de 2024 | Francia                                                 | 82–50                                 | China                                      | Xi'an |  |
| 16:30                 | Parciales: 17-10, 27-14, 26-12, 12-14                   | Parciales: 17-10, 27-14, 26-12, 12-14 | Parciales: 17-10, 27-14, 26-12, 12-14      | |  |
|                       | Estadísticas Johannes, Williams 17 Williams 7 Bernies 6 | Reporte Pts Reb Asts                  | Estadísticas Li M. 21 Li Yue. 8 Huang S. 4 | Pabellón: Shaanxi Provincial Gymnasium Asistencia: 6 000 espectadores Árbitros: James Alexander Boyer Alan dos Santos Jacquiline Dover |  |

| 10 de febrero de 2024 | Nueva Zelanda                                   | 67–69                                | Puerto Rico                                            | Xi'an |  |
| 19:00                 | Parciales: 25-16, 5-17, 21-16, 16-20            | Parciales: 25-16, 5-17, 21-16, 16-20 | Parciales: 25-16, 5-17, 21-16, 16-20                   | |  |
|                       | Estadísticas Beck 21 McGoldrick 10 Beck, Reed 5 | Reporte Pts Reb Asts                 | Estadísticas Hollingshed 20 Hollingshed 14 Guirantes 8 | Pabellón: Shaanxi Provincial Gymnasium Asistencia: 6 000 espectadores Árbitros: Ariadna Chueca Kristian Páez Daigo Urushima |  |

| 11 de febrero de 2024 | Nueva Zelanda                                  | 39–94                               | Francia                                   | Xi'an |  |
| 16:30                 | Parciales: 9-28, 8-33, 10-19, 12-14            | Parciales: 9-28, 8-33, 10-19, 12-14 | Parciales: 9-28, 8-33, 10-19, 12-14       | |  |
|                       | Estadísticas McGoldrick 10 McGoldrick 6 Beck 4 | Reporte Pts Reb Asts                | Estadísticas Williams 21 Salaün 8 Boury 9 | Pabellón: Shaanxi Provincial Gymnasium Asistencia: 3 000 espectadores Árbitros: James Alexander Boyer Péter Praksch Jacquiline Dover |  |

| 11 de febrero de 2024 | Puerto Rico                                   | 69–105                               | China                                       | Xi'an |  |
| 19:00                 | Parciales: 11-24, 23-30, 8-33, 27-18          | Parciales: 11-24, 23-30, 8-33, 27-18 | Parciales: 11-24, 23-30, 8-33, 27-18        | |  |
|                       | Estadísticas Guirantes 27 Quiñones 4 Rosado 4 | Reporte Pts Reb Asts                 | Estadísticas Li M. 23 Li Yue. 23 Li Yua. 10 | Pabellón: Shaanxi Provincial Gymnasium Asistencia: 5 000 espectadores Árbitros: Ariadna Chueca Kristian Paez Cecília Tóth |  |

### Amberes
| Pos. | Equipo         | PJ | G | P | PF  | PC  | DP   | Pts | Clasificación    |
| ---- | -------------- | -- | - | - | --- | --- | ---- | --- | ---------------- |
| 1    | Estados Unidos | 3  | 3 | 0 | 292 | 164 | +128 | 6   | Juegos Olímpicos |
| 2    | Bélgica (H, Q) | 3  | 2 | 1 | 254 | 208 | +46  | 5   | Juegos Olímpicos |
| 3    | Nigeria (Q)    | 3  | 1 | 2 | 179 | 243 | −64  | 4   | Juegos Olímpicos |
| 4    | Senegal (E)    | 3  | 0 | 3 | 170 | 270 | −100 | 3   |                  |

 Fuente: FIBA
Notas:
1. ↑  Estados Unidos se ha clasificado como la nación campeona del mundo.

| 8 de febrero de 2024 | Senegal                                  | 65–72                                | Nigeria                                             | Amberes |  |
| 18:15                | Parciales: 18-20, 28-17, 11-12, 8-23     | Parciales: 18-20, 28-17, 11-12, 8-23 | Parciales: 18-20, 28-17, 11-12, 8-23                | |  |
|                      | Estadísticas Y. Diop 23 Kané 7 Dillard 7 | Reporte Pts Reb Asts                 | Estadísticas Okonkwo 21 Okonkwo 10 Balogun, Ogoke 5 | Pabellón: Sportpaleis Asistencia: 9 000 espectadores Árbitros: Rabah Noujaim Ventsislav Velikov Amel Dahra |  |

| 8 de febrero de 2024 | Estados Unidos                                            | 81–79                                 | Bélgica                                        | Amberes                                                                                                   |  |
| 20:45                | Parciales: 15-19, 19-24, 23-23, 24-13                     | Parciales: 15-19, 19-24, 23-23, 24-13 | Parciales: 15-19, 19-24, 23-23, 24-13          | |  |
|                      | Estadísticas Collier 23 Collier, Thomas 7 Stewart, Plum 3 | Reporte Pts Reb Asts                  | Estadísticas Vanloo 19 Meesseman 8 Meesseman 7 | Pabellón: Sportpaleis Asistencia: 13 700 espectadores Árbitros: Viola Györgyi Martin Vulić Waseem Husainy |  |

| 9 de febrero de 2024 | Nigeria                                          | 46–100                               | Estados Unidos                        | Amberes |  |
| 18:15                | Parciales: 13-19, 7-32, 15-24, 11-25             | Parciales: 13-19, 7-32, 15-24, 11-25 | Parciales: 13-19, 7-32, 15-24, 11-25  | |  |
|                      | Estadísticas Musa 13 Kunaiyi-Akpanah 6 Balogun 3 | Reporte Pts Reb Asts                 | Estadísticas Loyd 18 Stewart 7 Plum 9 | Pabellón: Sportpaleis Asistencia: 3 570 espectadores Árbitros: Rabah Noujaim Ventsislav Velikov Yann Vezo Davidson |  |

| 9 de febrero de 2024 | Bélgica                                           | 97–66                                 | Senegal                                  | Amberes |  |
| 20:45                | Parciales: 23-15, 19-18, 31-11, 24-22             | Parciales: 23-15, 19-18, 31-11, 24-22 | Parciales: 23-15, 19-18, 31-11, 24-22    | |  |
|                      | Estadísticas Meesseman 32 Meesseman 7 Allemand 14 | Reporte Pts Reb Asts                  | Estadísticas Y. Diop 22 Dillard 6 Kané 6 | Pabellón: Sportpaleis Asistencia: 7 188 espectadores Árbitros: Martin Vulić Waseem Husainy Yasmina Alcaraz |  |

| 11 de febrero de 2024 | Bélgica                                         | 78–61                                 | Nigeria                                                      | Amberes                                                                                                |  |
| 16:45                 | Parciales: 22-11, 18-18, 23-13, 15-19           | Parciales: 22-11, 18-18, 23-13, 15-19 | Parciales: 22-11, 18-18, 23-13, 15-19                        | |  |
|                       | Estadísticas Delaere 15 Meesseman 8 Meesseman 8 | Reporte Pts Reb Asts                  | Estadísticas Balogun 17 Kunaiyi-Akpanah 9 Okoro, Amukamara 4 | Pabellón: Sportpaleis Asistencia: 11 645 espectadores Árbitros: Martin Vulić Yasmina Alcaraz Yann Vezo |  |

| 11 de febrero de 2024 | Senegal                                 | 39–101                             | Estados Unidos                           | Amberes |  |
| 19:15                 | Parciales: 15-29, 8-21, 9-26, 7-25      | Parciales: 15-29, 8-21, 9-26, 7-25 | Parciales: 15-29, 8-21, 9-26, 7-25       | |  |
|                       | Estadísticas Diop 12 Diagne 6 Dillard 4 | Reporte Pts Reb Asts               | Estadísticas Howard 25 Boston 8 Thomas 5 | Pabellón: Sportpaleis Asistencia: 10 550 espectadores Árbitros: Viola Györgyi Ventsislav Velikov Amel Dahra |  |

### Belém
| Pos. | Equipo        | PJ | G | P | PF  | PC  | DP  | Pts | Clasificación    |
| ---- | ------------- | -- | - | - | --- | --- | --- | --- | ---------------- |
| 1    | Australia (Q) | 3  | 3 | 0 | 220 | 180 | +40 | 6   | Juegos Olímpicos |
| 2    | Alemania (Q)  | 3  | 2 | 1 | 198 | 222 | −24 | 5   | Juegos Olímpicos |
| 3    | Serbia (Q)    | 3  | 1 | 2 | 211 | 213 | −2  | 4   | Juegos Olímpicos |
| 4    | Brasil (H, E) | 3  | 0 | 3 | 191 | 205 | −14 | 3   |                  |

 Fuente: FIBA
| 8 de febrero de 2024 | Alemania                                          | 73–66                                | Serbia                                         | Belém |  |
| 17:00                | Parciales: 19-12, 17-9, 17-25, 20-20              | Parciales: 19-12, 17-9, 17-25, 20-20 | Parciales: 19-12, 17-9, 17-25, 20-20           | |  |
|                      | Estadísticas Fiebich 20 N. Sabally 17 S. Sabally5 | Reporte Pts Reb Asts                 | Estadísticas Dugalić 13 Stanković 6 Anderson 7 | Pabellón: Arena Guilherme Paraense Asistencia: 1 200 espectadores Árbitros: Leonardo Zalazar Andrés Bartel Carmelo de la Rosa Álvarez |  |

| 8 de febrero de 2024 | Brasil                                                  | 55–60                               | Australia                                          | Belém |  |
| 20:00                | Parciales: 16-19, 7-14, 24-16, 8-11                     | Parciales: 16-19, 7-14, 24-16, 8-11 | Parciales: 16-19, 7-14, 24-16, 8-11                | |  |
|                      | Estadísticas Dantas, Soares 11 Soares 6 Costa, Soares 4 | Reporte Pts Reb Asts                | Estadísticas Magbegor 18 Allen, Magbegor 7 Allen 4 | Pabellón: Arena Guilherme Paraense Asistencia: 7 270 espectadores Árbitros: Johnny Batista Gvidas Gedvilas Yevgeniy Mikheyev |  |

| 10 de febrero de 2024 | Australia                                 | 85–52                                | Alemania                                                    | Belém |  |
| 17:00                 | Parciales: 24-10, 30-14, 21-21, 10-7      | Parciales: 24-10, 30-14, 21-21, 10-7 | Parciales: 24-10, 30-14, 21-21, 10-7                        | |  |
|                       | Estadísticas Madgen 15 Smith 8 Whitcomb 4 | Reporte Pts Reb Asts                 | Estadísticas Fiebich 12 Geiselsöder, Gülich 6 Brunckhorst 4 | Pabellón: Arena Guilherme Paraense Asistencia: 2 649 espectadores Árbitros: Leonardo Zalazar Beniamino Attard Carlos Vélez |  |

| 10 de febrero de 2024 | Serbia                                                      | 72–65                                 | Brasil                                   | Belém                                                                                     |  |
| 20:00                 | Parciales: 23-20, 16-18, 17-16, 16-11                       | Parciales: 23-20, 16-18, 17-16, 16-11 | Parciales: 23-20, 16-18, 17-16, 16-11    |                                                                                           |  |
|                       | Estadísticas Anderson 30 Stanković 10 Anderson, Krajišnik 2 | Reporte Pts Reb Asts                  | Estadísticas Dantas 17 Soares 14 Costa 6 | Pabellón: Arena Guilherme Paraense Árbitros: Johnny Batista Andrés Bartel Gvidas Gedvilas |  |

| 11 de febrero de 2024 | Serbia                                     | 73–75                                 | Australia                                        | Belém |  |
| 17:00                 | Parciales: 22-12, 12-23, 14-16, 25-24      | Parciales: 22-12, 12-23, 14-16, 25-24 | Parciales: 22-12, 12-23, 14-16, 25-24            | |  |
|                       | Estadísticas Anderson 20 Dugalić 6 Nogić 6 | Reporte Pts Reb Asts                  | Estadísticas Tolo 13 Tolo 7 Borlase, Melbourne 4 | Pabellón: Arena Guilherme Paraense Asistencia: 2 667 espectadores Árbitros: Johnny Batista Gvidas Gedvilas Carmelo de la Rosa Álvarez |  |

| 11 de febrero de 2024 | Brasil                                    | 71–73                                 | Alemania                                                      | Belém                                                                                         |  |
| 20:00                 | Parciales: 14-19, 21-20, 18-18, 18-16     | Parciales: 14-19, 21-20, 18-18, 18-16 | Parciales: 14-19, 21-20, 18-18, 18-16                         |                                                                                               |  |
|                       | Estadísticas Dantas 20 Cardoso 13 Costa 5 | Reporte Pts Reb Asts                  | Estadísticas Fiebich 22 Sabally, Fiebich 11 Sabally, Gülich 4 | Pabellón: Arena Guilherme Paraense Árbitros: Leonardo Zalazar Andrés Bartel Yevgeniy Mikheyev |  |

### Sopron
| Pos. | Equipo         | PJ | G | P | PF  | PC  | DP | Pts | Clasificación    |
| ---- | -------------- | -- | - | - | --- | --- | -- | --- | ---------------- |
| 1    | Japón (Q)      | 3  | 2 | 1 | 247 | 238 | +9 | 5   | Juegos Olímpicos |
| 2    | España (Q)     | 3  | 2 | 1 | 208 | 213 | −5 | 5   | Juegos Olímpicos |
| 3    | Canadá (Q)     | 3  | 1 | 2 | 204 | 201 | +3 | 4   | Juegos Olímpicos |
| 4    | Hungría (H, E) | 3  | 1 | 2 | 208 | 215 | −7 | 4   |                  |

 Fuente: FIBA
Notas:
1. 1 2  Desempate por enfrentamiento directo: España 75-86 Japón
2. 1 2  Desempate por enfrentamiento directo: Hungría 55-67 Canadá

| 8 de febrero de 2024 | España                                      | 75–86                                 | Japón                                              | Sopron                                                                                                   |  |
| 16:30                | Parciales: 18-26, 18-20, 21-23, 18-17       | Parciales: 18-26, 18-20, 21-23, 18-17 | Parciales: 18-26, 18-20, 21-23, 18-17              | |  |
|                      | Estadísticas Carrera 19 Carrera 7 Cazorla 7 | Reporte Pts Reb Asts                  | Estadísticas Mawuli, Hayashi 20 Akaho 8 Miyazaki 8 | Pabellón: Aréna Sopron Asistencia: 850 espectadores Árbitros: Julio Anaya Martin Horozov Carsten Straube |  |

| 8 de febrero de 2024 | Hungría                                  | 55–67                                | Canadá                                         | Sopron |  |
| 19:00                | Parciales: 11-25, 19-16, 9-14, 16-12     | Parciales: 11-25, 19-16, 9-14, 16-12 | Parciales: 11-25, 19-16, 9-14, 16-12           | |  |
|                      | Estadísticas Juhász 13 Juhász 8 Studer 5 | Reporte Pts Reb Asts                 | Estadísticas Carleton 18 Alexander 13 Colley 5 | Pabellón: Aréna Sopron Asistencia: 1 500 espectadores Árbitros: Wojciech Liszka Sara El-Sharnouby Nicolas Fernandes |  |

| 9 de febrero de 2024 | Canadá                                          | 55–60                               | España                                | Sopron |  |
| 15:30                | Parciales: 12-16, 13-20, 23-9, 7-15             | Parciales: 12-16, 13-20, 23-9, 7-15 | Parciales: 12-16, 13-20, 23-9, 7-15   | |  |
|                      | Estadísticas Alexander 17 Alexander 14 Colley 4 | Reporte Pts Reb Asts                | Estadísticas Gustafson 16 Gil 9 Gil 3 | Pabellón: Aréna Sopron Asistencia: 1 100 espectadores Árbitros: Wojciech Liszka Martin Horozov Nicolas Fernandes |  |

| 9 de febrero de 2024 | Japón                                                              | 75–81                                 | Hungría                               | Sopron                                                                                                  |  |
| 18:00                | Parciales: 22-13, 10-19, 16-21, 27-28                              | Parciales: 22-13, 10-19, 16-21, 27-28 | Parciales: 22-13, 10-19, 16-21, 27-28 | |  |
|                      | Estadísticas Miyazaki, Yamamoto 15 Yamamoto 6 Miyazaki, Yamamoto 6 | Reporte Pts Reb Asts                  | Estadísticas Hátar 17 Hátar 8 Lelik 6 | Pabellón: Aréna Sopron Asistencia: 2 900 espectadores Árbitros: Julio Anaya Carsten Straube Wissam Zein |  |

| 11 de febrero de 2024 | Canadá                                         | 82–86                                 | Japón                                                      | Sopron |  |
| 15:00                 | Parciales: 20-20, 26-30, 21-20, 15-16          | Parciales: 20-20, 26-30, 21-20, 15-16 | Parciales: 20-20, 26-30, 21-20, 15-16                      | |  |
|                       | Estadísticas Carleton 19 Alexander 14 Colley 5 | Reporte Pts Reb Asts                  | Estadísticas Mawuli, Yamamoto 21 Mawuli, Akaho 5 Yoshida 5 | Pabellón: Aréna Sopron Asistencia: 1 800 espectadores Árbitros: Julio Anaya Martin Horozov Sara Elsharnouby |  |

| 11 de febrero de 2024 | España                              | 73–72                               | Hungría                                   | Sopron |  |
| 17:30                 | Parciales: 19-24, 8-22, 23-18, 23-8 | Parciales: 19-24, 8-22, 23-18, 23-8 | Parciales: 19-24, 8-22, 23-18, 23-8       | |  |
|                       | Estadísticas Conde 16 Gil 6 Casas 4 | Reporte Pts Reb Asts                | Estadísticas Studer 17 Studer 10 Studer 7 | Pabellón: Aréna Sopron Asistencia: 3 000 espectadores Árbitros: Wojciech Liszka Carsten Straube Nicolas Fernandes |  |